# Chromolucuma baehniana
Chromolucuma baehniana är en tvåhjärtbladig växtart som beskrevs av Joseph Vincent Monachino. Chromolucuma baehniana ingår i släktet Chromolucuma och familjen Sapotaceae. IUCN kategoriserar arten globalt som livskraftig. Inga underarter finns listade i Catalogue of Life.